# N. a pris les dés...
Pour plus de détails, voir Fiche technique et Distribution.
N. a pris les dés... est un film expérimental franco-tuniso-tchécoslovaque réalisé par Alain Robbe-Grillet, produit en 1971 et diffusé à la télévision en 1975.

## Production
Alain Robbe-Grillet avait signé pour une production de deux films distincts d'un même plan, avec des montages différents des mêmes scènes, afin de créer ainsi deux intrigues totalement différentes : la première était L'Éden et après, la seconde N. a pris les dés..., dont le titre est bien une anagramme de l'original de l'autre film (L'Éden et après). Il raconte la même histoire, mais du point de vue du protagoniste masculin, qui devient la voix narrative, à la place du protagoniste féminin, Violette (Catherine Jourdan).

## Distribution
- Catherine Jourdan
- Sylvain Corthay
- Richard Leduc
- Lorraine Rainer
- Pierre Zimmer
- Ludovít Króne
- Jarmila Koleničová
- Juraj Kukura
- Catherine Robbe-Grillet
- Eva Luther